# Moti del 1848 negli Stati italiani
I moti del 1848 negli Stati italiani, parte dei più ampi moti del 1848 in Europa, furono una serie di rivolte organizzate negli Stati della penisola italiana e della Sicilia, guidate da intellettuali e agitatori che desideravano un governo liberale. In qualità di nazionalisti italiani cercavano di eliminare il controllo reazionario dell'Impero austriaco.
In quel periodo l'Italia non era un paese unitario, ma era divisa in molti stati, i quali, nell'Italia settentrionale, erano governati direttamente o indirettamente dall'Impero austriaco. Il desiderio di indipendenza dal dominio straniero e la direzione conservatrice degli austriaci spinsero i rivoluzionari italiani a organizzare una rivoluzione per scacciare gli austriaci. La rivoluzione fu guidata dal Regno di Sardegna. Alcune rivolte nel Regno Lombardo-Veneto, in particolare a Milano, costrinsero il generale austriaco Radetzky a ritirarsi nelle fortezze del Quadrilatero. Re Carlo Alberto, che governò il Piemonte-Sardegna dal 1831 al 1849, aspirava a unire l'Italia con l'appoggio di Papa Pio IX, capo dello Stato Pontificio, che comprendeva un vasto territorio al centro della penisola italiana.
Dichiarò guerra all'Austria nel marzo del 1848 e lanciò un attacco a tutto campo al Quadrilatero. Privo di alleati, Carlo Alberto non fu all'altezza dell'esercito austriaco e fu sconfitto nella Battaglia di Custoza il 24 luglio 1848. Firmò una tregua e ritirò le sue forze dalla Lombardia, e così l'Austria mantenne il suo potere dominante in un'Italia divisa fino alla Seconda guerra d'indipendenza italiana.

## Le rivolte

Gli stati italiani (1815-1870)

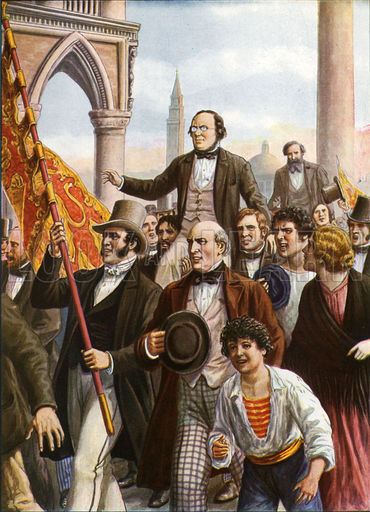
Daniele Manin e Niccolò Tommaseo sono liberati dalla prigione, 18 marzo 1848

Dopo gli eventi liberali di Roma, anche la popolazione degli altri stati cominciò a chiedere un trattamento simile.
Iniziò il 12 gennaio in Sicilia, dove il popolo cominciò a chiedere un governo provvisorio, separato dal governo della terraferma. Ferdinando II cercò di resistere a questi cambiamenti; tuttavia, una vera e propria rivolta scoppiò in Sicilia e un'altra a Salerno e anche a Napoli. Queste rivolte cacciarono Ferdinando e il suo esercito dalla Sicilia e lo costrinsero ad accettare la costituzione di un governo provvisorio.
In quei mesi, la Costituzione era piuttosto avanzata per l'epoca in termini liberal-democratici, così come lo era la proposta di una confederazione italiana di stati unitari. Il fallimento della rivolta fu annullato 12 anni dopo, quando il Regno delle Due Sicilie crollò nel 1860-61 con l'Unità d'Italia.
L'11 febbraio 1848, Leopoldo II di Toscana, cugino di primo grado dell'imperatore Ferdinando I d'Austria, concesse la Costituzione, con l'approvazione generale dei suoi sudditi. L'esempio asburgico fu seguito da Carlo Alberto di Savoia (lo Statuto Albertino; divenne poi la costituzione del Regno d'Italia unitario e rimase in vigore, con modifiche, fino al 1948) e da Pio IX (Statuto fondamentale). Tuttavia solo Carlo Alberto mantenne lo statuto anche dopo la fine delle rivolte.
Nonostante gli eventi di Roma e Napoli, gli stati continuavano a essere sottoposti a un governo conservatore.
Gli italiani nel Lombardo-Veneto non potevano godere di queste libertà.
L'Impero austriaco di questa regione aveva rafforzato la sua presa sulla popolazione opprimendola ulteriormente con tasse più pesanti. Esattori delle tasse furono inviati sul posto insieme all'esercito di 100.000 uomini, schierati in posizione, per far sentire la loro presenza.

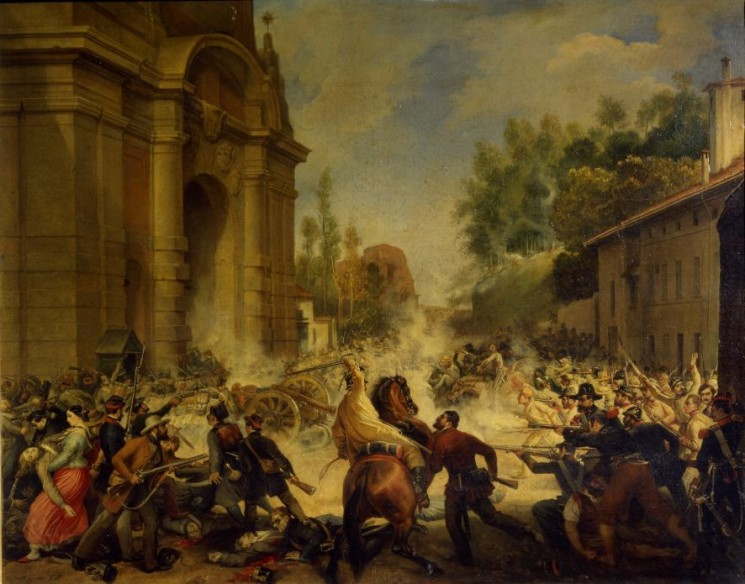
Cacciata degli austriaci da Bologna.

Le rivolte in Sicilia contribuirono a scatenare rivolte a nord, nel Regno Lombardo-Veneto. Le Cinque giornate di Milano, che segnarono l'inizio della Prima guerra d'indipendenza italiana, costrinsero circa 20.000 soldati del generale austriaco Josef Radetzky a ritirarsi dalla città.
Alla fine il generale Radetzky fu costretto a ritirare completamente le sue truppe dai due stati. Tuttavia, con la sua esperienza, riuscì a mantenere le fortezze del Quadrilatero di Verona, Peschiera, Legnago e Mantova. Grazie alla sua abile tattica riuscì a far rientrare i suoi uomini nelle fortezze chiave. Nel frattempo, gli insorti italiani furono rincuorati quando si diffuse la notizia delle dimissioni del principe Metternich a Vienna, ma non riuscirono a cacciare completamente le truppe di Radetzky.
Nel Quadrilatero, il generale Radetzky e i suoi uomini stavano progettando un contrattacco per riconquistare il terreno perduto. Tuttavia furono interrotti da Carlo Alberto, che nel frattempo aveva preso il comando e aveva lanciato un attacco contro il Quadrilatero. Carlo Alberto attaccò le fortezze da tutti i lati, aiutato da 25.000 rinforzi, giunti in supporto della causa nazionalista. Durante il viaggio verso la fortezza per prepararsi all'attacco, Carlo Alberto chiese il sostegno dei principi di altri stati. Gli altri principi risposero inviando rinforzi in suo aiuto: Leopoldo II di Toscana ne inviò 8.000, Pio IX contribuì con 10.000 e Ferdinando II inviò 16.050 uomini su consiglio del generale Guglielmo Pepe. Attaccarono le fortezze e il 3 maggio 1848 riuscirono a vincere la battaglia di Goito e a catturare la fortezza di Peschiera. A quel punto, Papa Pio IX cominciò a preoccuparsi di combattere l'Impero austriaco e ritirò le sue truppe, sostenendo che non poteva approvare una guerra tra due nazioni cattoliche. Anche Re Ferdinando delle Due Sicilie richiamò i suoi soldati. Tuttavia, alcuni di loro non obbedirono all'ordine e proseguirono sotto la guida dei generali Pepe e Giovanni Durando fino alla sconfitta nella Battaglia di Custoza. Fu concordato un armistizio e Radetzky riprese il controllo di tutto il Lombardo-Veneto, tranne Venezia, dove fu proclamata la Repubblica di San Marco sotto Daniele Manin.
Un anno dopo, Carlo Alberto lanciò un altro attacco, ma, a causa della mancanza di truppe, fu sconfitto nella Battaglia di Novara.
Nel Ducato di Modena e Reggio, duca Francesco V tentò di rispondere militarmente ai primi tentativi di rivolta armata, ma di fronte all'avvicinarsi dei volontari bolognesi a supporto degli insorti, per evitare spargimenti di sangue preferì lasciare la città promettendo una costituzione e amnistie. Il 21 marzo 1848 partì per Bolzano. A Modena fu istituito un governo provvisorio.
I comuni di Mentone e Roccabruna, all'epoca parte del Principato di Monaco, si unirono e ottennero l'indipendenza come Città libere di Mentone e Roccabruna.

## Conseguenze

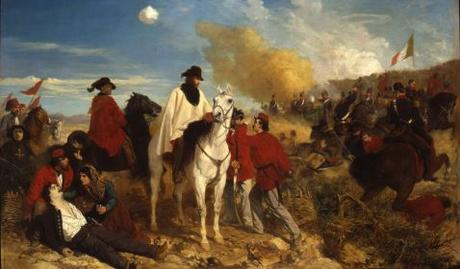
Giuseppe Garibaldi a Roma.

Nonostante che Pio IX avesse abbandonato la guerra contro gli austriaci, molti dei suoi concittadini avevano ancora combattuto al fianco di Carlo Alberto. Il popolo romano si ribellò al governo di Pio IX e assassinò Pellegrino Rossi, suo ministro. Il papa fuggì quindi nella fortezza di Gaeta, sotto la protezione di re Ferdinando II.
Nel febbraio del 1849, fu raggiunto da Leopoldo II, Granduca di Toscana, in fuga dai democratici radicali che avevano istituito la breve Repubblica Toscana (1849). Il Piemonte fu sconfitto dagli austriaci nel 1849 e Carlo Alberto dovette abdicare lasciando il governo al figlio, Vittorio Emanuele II.
A Roma, l'autorità che prese il potere emanò leggi popolari per eliminare le tasse gravose e dare lavoro ai disoccupati.
Giuseppe Garibaldi e Giuseppe Mazzini giunsero a costruire una "Roma del Popolo" e fu proclamata la breve Repubblica Romana.
La repubblica mirava a ispirare il popolo a costruire una nazione italiana indipendente. Tentò anche di migliorare economicamente la vita dei meno abbienti cedendo parte delle vaste proprietà terriere della Chiesa ai contadini poveri. Attuò anche riforme del sistema carcerario e dei manicomi, diede libertà di stampa, garantì l'istruzione laica, ma si ritrasse dal "Diritto al lavoro", dopo averlo visto fallire in Francia.
Tuttavia, le numerose riforme istituite dalla nuova Repubblica, combinate con l'abbassamento delle tasse, crearono problemi monetari che la repubblica aggravò semplicemente stampando più denaro.
L'inflazione galoppante dei prezzi condannò l'economia della repubblica. Inoltre, l'invio di truppe a difesa del Piemonte dalle forze austriache espose Roma al rischio di un attacco da parte dell'Austria.
Inoltre, papa Pio si appellò a Luigi Napoleone affinché lo aiutasse a ripristinare il suo potere temporale.
Il presidente francese vide in questo un'opportunità per ottenere il sostegno dei cattolici. L'esercito francese arrivò via mare al comando del generale Nicolas Oudinot e, nonostante una sconfitta iniziale con Garibaldi, i francesi, con l'aiuto degli austriaci, alla fine sconfissero la Repubblica Romana.
Il 12 luglio 1849 papa Pio IX fu scortato di nuovo a Roma e governò sotto la protezione francese fino al 1870.

## Le rivolte e il tricolore italiano

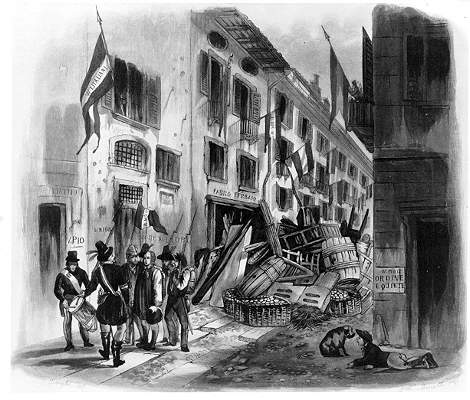
Le cinque giornate di Milano (1848), in cui uno dei simboli fu il tricolore italiano

Il tricolore italiano fu uno dei simboli dei moti del 1848. 
Nel marzo 1848, le Cinque giornate di Milano, un'insurrezione armata che portò alla liberazione temporanea della città dal dominio austriaco, furono caratterizzate da una profusione di bandiere e coccarde tricolori italiane. Il 20 marzo, durante accaniti combattimenti, con gli austriaci asserragliati nel Castello Sforzesco e all'interno del sistema difensivo delle mura cittadine, i patrioti Luigi Torelli e Scipione Bagaggia riuscirono a salire sul tetto del Duomo di Milano e ad issare la bandiera italiana sulla guglia più alta della chiesa, quella su cui svetta la Madonnina. Al momento dell'apparizione del tricolore italiano sulla guglia della Madonnina, la folla sottostante salutò l'evento con una serie di entusiastici "Evviva!". Questa storica bandiera è conservata all'interno del Museo del Risorgimento di Milano.
Luciano Manara riuscì poi a issare il tricolore italiano, tra i tiri dell'artiglieria austriaca, sulla sommità di Porta Tosa.
L'abbandono della città da parte delle truppe austriache del feldmaresciallo Josef Radetzky, il 22 marzo, determinò l'immediata costituzione del governo provvisorio di Milano presieduto dal podestà Gabrio Casati, il quale emanò un proclama che recitava:
(Gabrio Casati)
Il processo di trasformazione della bandiera italiana in uno dei simboli nazionali italiani si completò, consolidandosi definitivamente, durante i moti milanesi.

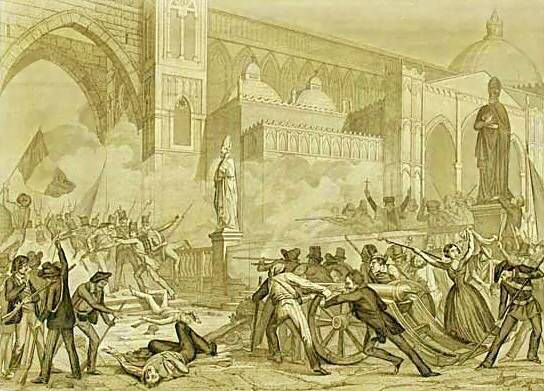
La rivoluzione siciliana del 1848, che fu caratterizzata da un ampio uso del tricolore

Il giorno seguente Carlo Alberto assicurò al governo provvisorio di Milano che le sue truppe, pronte a correre in suo aiuto iniziando la Prima guerra d'indipendenza italiana, avrebbero utilizzato un tricolore italiano con l'aggiunta dello stemma sabaudo sovrapposto al bianco come bandiera di guerra.
Nel suo proclama ai Popoli della Lombardia e della Venezia Carlo Alberto disse:
(Carlo Alberto di Savoia, Proclama Torino 23 marzo 1848)
Come lo stemma, blasonato di rosso alla croce d'argento, mescolato al bianco della bandiera, era sfrangiato d' azzurro, essendo l'azzurro il colore della dinastia, sebbene ciò non sia conforme alla regola araldica della tinta. 
Le varianti rettangolari civili e statali furono adottate nel 1851.
Un tricolore italiano improvvisato composto da camicie rosse, insegne verdi e un lenzuolo bianco venne issato sull'asta della bandiera della nave che riportò in Italia dal Sud America Giuseppe Garibaldi poco dopo lo scoppio della prima guerra d'indipendenza italiana. I patrioti radunatisi al porto di Genova per accoglierne il ritorno consegnarono ad Anita Garibaldi, davanti a 3.000 persone, un tricolore italiano da consegnare a Giuseppe Garibaldi perché lo piantasse sul suolo lombardo.
Il Granducato di Toscana nell'atto di concessione della costituzione (17 febbraio 1848) non modificò il vessillo nazionale ("Lo Stato conserva la sua bandiera e i suoi colori"). In seguito concesse alle milizie toscane, con decreto, l'uso di una sciarpa tricolore italiana accanto ai simboli del Granducato (25 marzo 1848). Il Granduca, in seguito alle pressioni dei patrioti toscani, adottò poi il tricolore italiano anche come vessillo di Stato e come vessillo militare per le truppe inviate in aiuto di Carlo Alberto.
Misure analoghe furono adottate dal Ducato di Parma e Piacenza e dal Ducato di Modena e Reggio.

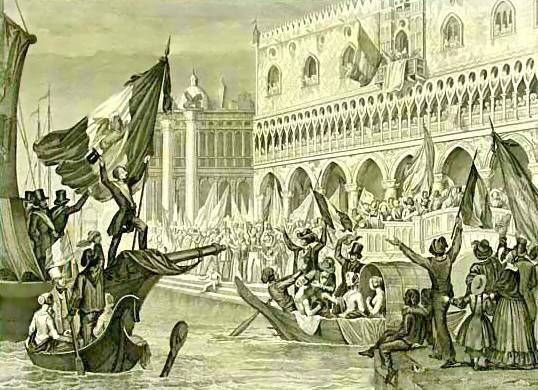
La proclamazione della Repubblica di San Marco a Venezia (1848), evento caratterizzato dallo sventolare delle bandiere tricolori italiane

La bandiera del regno costituzionale delle Due Sicilie, a campo bianco con gli stemmi di Castiglia, León, Aragona, Due Sicilie e Granada, fu modificata da Ferdinando II con l'aggiunta di un bordo rosso e verde.
Questa bandiera rimase in vigore dal 3 aprile 1848 al 19 maggio 1849. Il governo provvisorio di Sicilia, in carica dal 12 gennaio 1848 al 15 maggio 1849 durante la rivoluzione siciliana, adottò il tricolore italiano, con l'aggiunta dalla trinacria.
Anche la Repubblica di San Marco, proclamatasi nel 1848 indipendente dell'Impero austriaco, adottò il tricolore. Le bandiere che adottarono segnarono il legame con l'indipendenza e gli sforzi di unificazione italiana. La prima, il tricolore italiano, e la seconda, il tricolore ornato dal leone alato di San Marco su un cantone bianco, emblema tratto dalla bandiera della Repubblica di Venezia, la repubblica marinara esistita dal 697 al 1797. Un cronista dell'epoca descriveva i momenti finali che precedevano la capitolazione della Repubblica di San Marco, il  22 agosto 1849:
(Cronista che testimonia le ultime ore della Repubblica di San Marco)
La bandiera tricolore italiana del 1848 che salutò la cacciata degli austriaci da Venezia è conservata nel Museo del Risorgimento e dell'Ottocento veneziano.

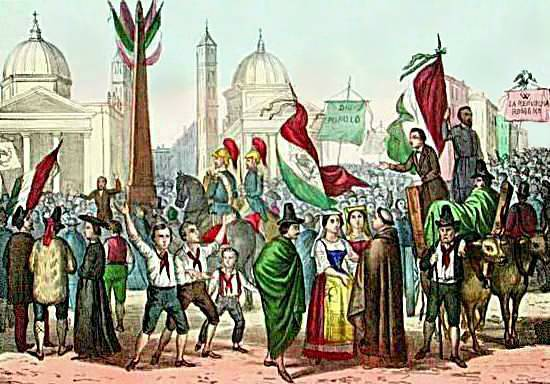
Proclamazione della Repubblica Romana a Piazza del Popolo (1848) a Roma tra una profusione di tricolori

Nel 1849 la Repubblica Romana, nata in seguito alla rivolta contro lo Stato della Chiesa, rivolta che detronizzò il Papa, adottò come bandiera nazionale, una bandiera verde, bianca e rossa con l'aquila repubblicana romana sulla punta dell'asta. La repubblica durò quattro mesi e resistette fino al 4 luglio 1849, quando la città fu invasa dalle truppe francesi. Le truppe d'Oltralpe, come ultimo atto, entrarono nel comune di Roma, dove erano asserragliati gli ultimi membri dell'assemblea repubblicana non ancora catturati. Il loro segretario Quirico Filopanti si arrese indossando una sciarpa tricolore ed elevando una protesta ufficiale, appellandosi all'articolo V della Costituzione Francese in cui si respinge “l'uso della forza contro la libertà dei popoli”.
Il tricolore sventolò anche sulle barricate delle dieci giornate di Brescia e in molti altri centri cole Varese, Gallarate, Como, Melegnano, Cremona, Monza, Udine, Trento, Verona, Rovigo, Vicenza, Belluno e Padova. Ciò si diffuse in tutta la penisola italiana e dimostrò che il tricolore italiano aveva ormai assunto una simbologia consolidata e valida su tutto il territorio nazionale. L'iconografia della bandiera italiana cominciò quindi a diffondersi non solo in ambito vessillologico e militare, ma anche in alcuni oggetti di uso quotidiano come sciarpe e tessuti per abbigliamento.